# Dorgali
Dorgali est une commune italienne de la province de Nuoro dans la région Sardaigne.
La commune est dotée d'un patrimoine naturel et paysager exceptionnel  ainsi que  d'un folklore encore très prégnant à l'instar  du "ballu sardu"  (danses folkloriques sardes) et des "cantos a tenores" (chants polyphoniques classés au patrimoine immatériel de l'humanité de l'UNESCO). La tradition des courses hippiques est également très ancrée dans la culture dorgalese.

## Administration
| Période                                  | Période | Identité | Étiquette | Qualité |
| ---------------------------------------- | ------- | -------- | --------- | ------- |
|                                          |         |          |           |         |
| Les données manquantes sont à compléter. |         |          |           |         |

### Hameaux
Cala Gonone

### Communes limitrophes
Baunei, Galtellì, Lula, Nuoro, Oliena, Orgosolo, Orosei, Orune, Urzulei

### Évolution démographique
Habitants recensés